# Sambong (Sedan)
Sambong is een bestuurslaag in het regentschap Rembang van de provincie Midden-Java, Indonesië. Sambong telt 1857 inwoners (volkstelling 2010).